# Überschlagschaukel

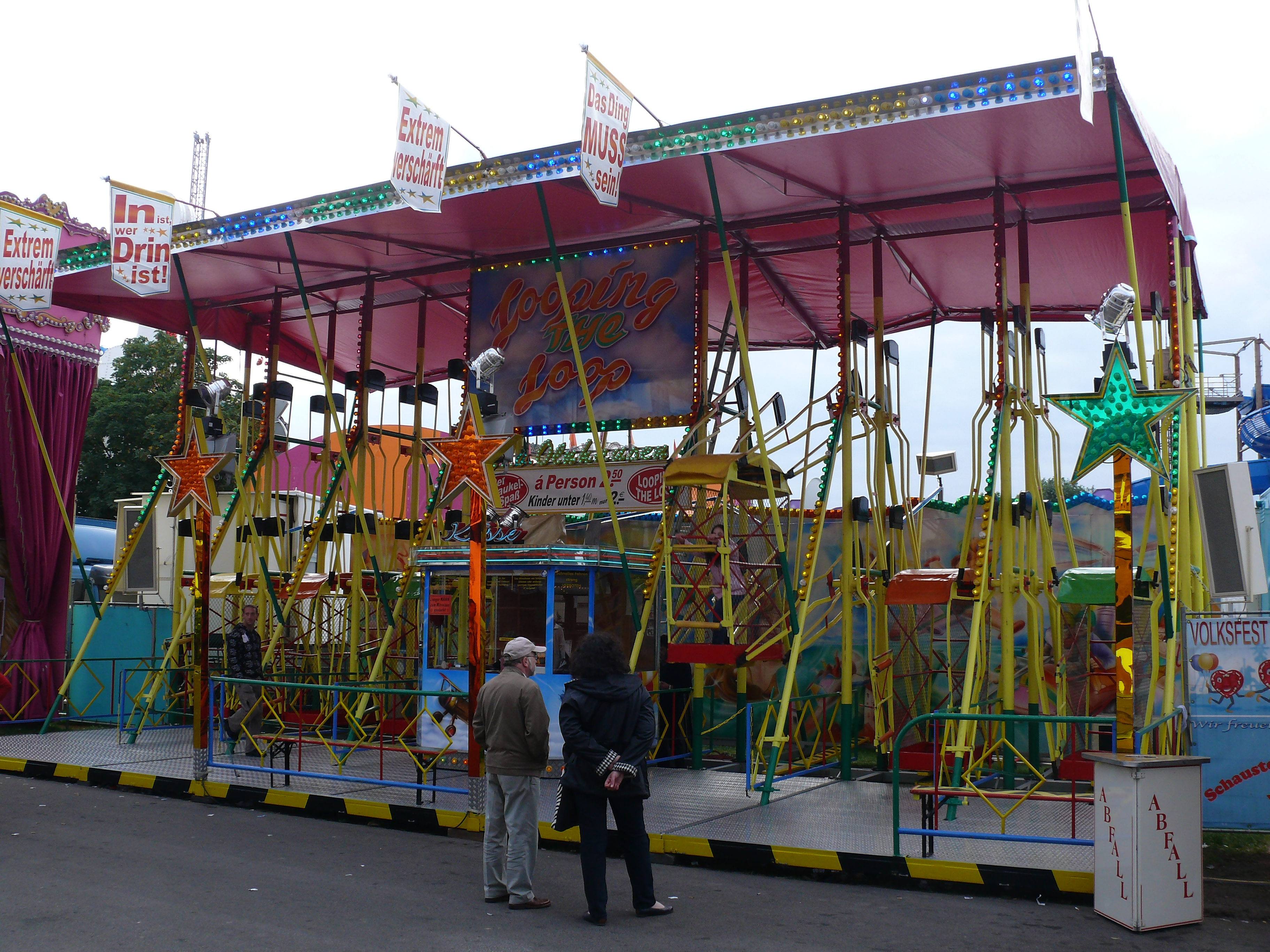
Eine Überschlagschaukel auf dem Pützchens Markt bei Bonn im September 2008, Baujahr der Schaukel: 1946

Eine Überschlagschaukel (auch Affenschaukel oder Affenkäfig) ist ein auf Volksfesten und Jahrmärkten anzutreffendes Fahrgeschäft, bei dem ein Fahrgast einzig durch Muskelkraft und Eigengewichtsverlagerung einen Überschlag um den Drehpunkt der Schaukel erreichen kann. Der Fahrgast steht während seiner Aktionen frei in einem Käfig oder einer Kabine, die über eine am Drehpunkt der Schaukel gelagerte Stahlkonstruktion aufgehängt ist. Im Gegensatz zur ähnlichen Überschlag-Schiffschaukel befindet sich der Kopf des Fahrgastes während der Fahrt in einer Überschlagschaukel ständig oberhalb des Körpers. Der Käfig einer Überschlagschaukel kann üblicherweise mit bis zu zwei Personen besetzt werden.